# Kanton Condé-sur-l'Escaut
Kanton Condé-sur-l'Escaut (francouzsky Canton de Condé-sur-l'Escaut) je francouzský kanton v departementu Nord v regionu Nord-Pas-de-Calais. Tvoří ho 10 obcí.

## Obce kantonu
- Condé-sur-l'Escaut
- Crespin
- Escautpont
- Fresnes-sur-Escaut
- Hergnies
- Odomez
- Saint-Aybert
- Thivencelle
- Vicq
- Vieux-Condé